# Клео от 5 до 7
«Клео от 5 до 7» (фр. Cléo de 5 à 7) — французский кинофильм режиссёра Аньес Варда, вышедший на экраны в 1962 году.
Фильм рассказывает о полутора часах из жизни молодой популярной певицы, которые она проводит в Париже в ожидании результатов анализов, связанных с её возможным раковым заболеванием.На протяжении картины героиня встречается с различными людьми, через общение с которыми она постепенно выходит из своего кукольного образа и обретает живые человеческие черты. Фильм затрагивает ряд экзистенциальных тем, таких как вопросы смертности и смерти, одиночества и отчаяния, его отличает ярко выраженный феминистический подход.
В фильме в небольших ролях (в качестве актёров немого кино) снялись известные фигуры Французской новой волны Жан-Люк Годар, Анна Карина, Эдди Константин и Жан-Клод Бриали, а роль композитора сыграл Мишель Легран, который также написал музыку для фильма.
Фильм был включён в конкурсную программу Каннского международного кинофестиваля 1962 года. В 1963 году Варда была удостоена также премии Французского синдиката кинокритиков за лучший фильм.

## Сюжет
Фильм начинается со сцены у гадалки, которая по картам Таро предсказывает судьбу молодой и красивой Клео Виктуар (Корин Маршан), карты говорят, что та больна, а также — вскоре встретит разговорчивого молодого человека. Когда Клео уходит, гадалка говорит, что она обречена.
Затем Клео приходит в кафе, чтобы встретиться со своей помощницей Анжелой (Доминик Давре). Выясняется, что недавно Клео была у врача, и в течение двух часов должна получить результаты обследования. Клео плачет. Управляющий кафе и официант подходят спросить, что случилось, и предлагают кофе. Девушки пьют кофе. Анжела рассказывает управляющему историю-притчу о смертельно больном знакомом, который уехал в путешествие и вернулся совершенно здоровым, а тем временем его совершенно здоровая жена погибла в аварии. Клео в это время слушает ссору молодой пары за соседним столиком.
Клео и Анжела выходят из кафе, идут по парижской улице, заходят в магазин шляпок. Клео увлекается примеркой, в итоге покупает одну чёрную зимнюю шляпку. Несмотря на тёплую погоду, Клео хочет её надеть, её предостерегает Анжела — сегодня вторник, а во вторник нельзя надевать ничего нового и даже носить в руках. Анжела просит отправить шляпку Клео домой и диктует адрес. Услышав имя адресатки, продавщица понимает, что перед ней популярная певица, и просит её расписаться на фотографии.
Клео и Анжела выходят на улицу, берут такси и едут домой. По радио звучит песня, Клео говорит, что поёт она, но запись плохая и просит выключить. Они обсуждают трудности и опасности работы женщины таксистом (таксист в их машине — женщина). Таксистка рассказывает, как однажды клиенты отказались платить. На узкой улочке к их машине подбегает группа студентов в карнавальных масках. Затем слушают новости по радио — среди них война в Алжире, Хрущёв подарил Кеннеди щенка собаки, летавшей в космос, очередной выход Эдит Пиаф из больницы после тяжелой болезни…
Выйдя из такси, Клео и Анжела поднимаются в светлую и просторную комнату с кроватью, пианино, турником и качелями. Анжела помогает Клео раздеться и переодевает её в халат, Клео тем временем курит и висит на турнике.
Вскоре звонят в дверь, появляется мужчина средних лет Жозе (Хосе Луис де Вильялонга) — он забежал на минутку поцеловать Клео. Клео рассказывает ему о том, что больна, он отвечает, что каждый воображает себя больным. Он присаживается к ней на кровать, они обнимаются, целуются. Он очень любезен с Клео, но, к сожалению, не может уделить ей больше времени, так как постоянно занят делами. После его ухода Клео с Анжелой обсуждают его — говоря, что он любит Клео. Далее Клео вновь посещают мысли о смерти, она говорит, что сейчас многие умирают рано, особенно артисты…
Следующий звонок в дверь — принесли шляпку.
Затем приходят двое весёлых молодых мужчин, композитор Боб-пианист (Мишель Легран) и автор текстов песен Клео (Серж Корбер) — Клео их ждёт. Их встречает Анжела, которая говорит, что Клео нехорошо и она прилегла. Чтобы развеселить её, молодые люди шутливо переодеваются врачами, подкрадываются к лежащей Клео с огромным шприцем, сделанным из зонтика и рулона бумаги, в шутку ставят ей укол. Затем композитор садится за пианино и наигрывает несколько тем. Сначала он предлагает композицию джазового плана, но Клео отвечает, что это ей будет трудно спеть, затем — более простой французский городской шансон, затем — трогательную лирическую балладу. Постепенно Клео входит в образ, начинает петь, потом расстраивается из-за печального текста — в том числе о смерти.
Клео раздражённо снимает парик, надевает чёрное платье и уходит в город гулять одна, оставляя музыкантов и Анжелу. Клео смотрится в витрину, и её кукольный образ расстраивает её ещё больше. Присоединившись к толпе зрителей, Клео смотрит выступление пожилого уличного артиста, глотающего живых лягушек. Заходит в кафе, включает свои песни, опять выходит на улицу, вероятно, на летнюю террасу того же кафе. Заказывает коньяк, слушает светские разговоры — о поэтике декаданса, творчестве Миро и Пикассо, особенностях работы с натурщицами.
Клео выходит из кафе и снова идёт по парижской улице. Видит уличного артиста, который проколол себе бицепс спицей.
Клео заходит в мастерскую скульптора, проходит в большой зал, где студенты лепят обнажённую натуру. Натурщицей работает её подруга Доротея (Доротея Бланк). После окончания сеанса Клео и Доротея выходят из мастерской, обсуждая труд натурщицы. Доротея объясняет, что привыкла позировать обнажённой, что художники видят в её теле только форму и идею, которую стремятся выразить в материале и кроме того неплохо оплачивают труд. Клео говорит, что нагота её смущает. Они садятся в старый автомобиль, который Доротее одолжил её молодой человек Рауль. Доротея вспоминает, как когда-то Клео, Доротея и Боб (автор музыки песен Клео) вместе мечтали об успехе и славе, но добилась этого только Клео, на что Клео отвечает, что всего-то выпустила три пластинки. Обсуждают названия улиц, Клео говорит, что следовало бы называть улицы именами не покойников, а живых людей, а после их смерти менять названия на новые. Затем Клео сообщает Доротее, что, может быть, неизлечимо больна, затем они разговаривают об отношениях Клео с Жозе… По дороге они останавливаются, Доротея уходит и возвращается с мешком в котором бобины с плёнкой. Это мешок они привозят Раулю в кинотеатр. Они заходят в рубку киномеханика, где Рауль предлагает им немного расслабиться и посмотреть короткометражную немую комедию (они смотрят стилизацию под киноанекдот начала XX века, в которой в роли актеров заняты Жан-Люк Годар, Анна Карина, Эдди Константайн и Жан-Клод Бриали). Клео и Доротея выходят на улицу, Доротея роняет кошелек, рассыпая деньги и разбивая зеркальце (это к смерти), Клео вновь овладевают дурные предчувствия.
На улице они видят собравшуюся у витрины толпу — кажется, убили человека.
Клео и Доротея берут такси (Доротея оставила машину Раулю), Клео провожает Доротею, а сама просит таксиста заехать прямо на территорию парка неподалеку и там выходит. Около водопада с ней заговаривает молодой человек Антуан (Антуан Бурсейе). Выясняется, что Антуан служит в армии и сегодня отправляется в Алжир. Она же рассказывает, что у неё подозревают рак и в ближайшее время она должна получить результаты анализов. Клео и Антуан беседуют о любви, о том, что любили, но пока не отдавались этому чувству полностью. Антуан вызывается сопровождать Клео в клинику, а затем просит, чтобы она проводила его на вокзал. Они разговаривают о фильмах, суевериях, Антуан говорит, что сегодня праздник флоры, она отвечает, что её настоящее имя — Флоранс, но все зовут её Клео. Они садятся в автобус, рассуждают о наготе, Клео дарит Антуану фото на память. Они выходят у больницы, ищут доктора. Им говорят, что он ушел, они садятся на скамейку в больничном парке. Клео берет адрес Антуана. К скамейке на автомобиле подъезжает доктор Клео. Антуан представляется братом Клео, доктор говорит, что сильно волноваться не стоит, и что через два месяца при надлежащем лечении радиотерапией Клео должна пойти на поправку. Но он тем самым подтверждает предсказание гадалки: у героини рак на последней стадии. Всё, что показали карты, сбылось, и значит борьбу за её жизнь доктор проиграет, скорая смерть неизбежна. Клео говорит Антуану, что больше не боится смерти и счастлива. Клео и Антуан идут и смотрят друг на друга.

## Стилистические особенности фильма
Повествование в фильме ведется как будто в реальном времени, то есть полуторачасовой фильм рассказывает примерно о полутора часах из жизни героини. Варда использует приемы и техники, характерные для фильмов Французской новой волны. Подобно многим ранним фильмам Годара, Варда делит свой рассказ на главы, каждой из которых присваивает название и точное время действия.
Фильм черно-белый, только сцена у гадалки содержит цветные кадры (стол с картами снят в цвете).
Один из основных приемов фильма — отражения (обычно в зеркале или в витрине). Фабульная схема: визит героини к гадалке, точное исполнение предсказаний в ходе фильма со смертью героини в конце — явная перелицовка фильма «Под небом Парижа» Дювивье 1951 года (его действие, кстати, точно так же сжато рамками одного дня).

## В ролях
- Корин Маршан — Флоранс «Клео» Виктуар
- Антуан Бурсейе — Антуан, знакомый
- Доминик Давре — Анжела, прислуга Флоранс
- Доротея Бланк — Доротея, подруга Флоранс
- Мишель Легран — Боб, пианист
- Хосе Луис де Вильялонга — Жозе, любовник
- Лойе Пайан — Ирма, гадалка
- Люсьен Маршан — женщина-водитель такси
- Серж Корбер — поэт, приятель Боба